# Walter Fürst
Pour les articles homonymes, voir Furst.
Dans les mythes fondateurs de la Suisse, Walter Fürst est un des trois Suisses participant au serment du Grütli. Il représente Uri. 
Il serait mort vers 1317.